# E.164
E.164 — рекомендація ITU-T, що визначає загальний міжнародний телекомунікаційний план нумерації, який використовується в телефонних мережах загального користування та деяких інших мережах.
Рекомендацією E.164 також визначається формат телефонних номерів. Номери за E.164 можуть мати максимум 15 цифр і звичайно записуються з префіксом «+». Щоб зателефонувати за номером, записаним в стандарті E.164, зі звичайного телефонного апарату потрібно замість знака «+» використовувати відповідний префікс виходу на міжнародну лінію.
Назва оригінального стандарту і його першої редакції було таким: «План нумерації в еру ISDN» («Numbering Plan for the ISDN era»).

## Адреси
Адреси E.164 можуть бути використані в DNS за допомогою електронної нумерації (ENUM, Electronic Numeration), яка виділяє особливу зону, головним чином, e164.arpa для використання номерів E.164. Будь-який телефонний номер, наприклад, +380441234567 може бути перетворений в уніфікований (однаковий) ідентифікатор ресурсу (URI) записом цифр у зворотному порядку, поділом їх точками і додаванням суфікса e164.arpa, для нашого прикладу:
     7.6.5.4.3.2.1.4.4.0.8.3.e164.arpa
(Існує «експеримент у віддаленому друку», що використовує домен tpc.int, який за допомогою цього методу адресує електронну пошту на факси.)
DNS можна використовувати для отримання інтернет-адрес для таких служб, як SIP VoIP-телефонія. Альтернативним способом може послужити DUNDi — P2P-реалізація ENUM.
E.163 — старий стандарт ITU-T, що описує телефонні номери для телефонної мережі загального користування (ТМЗК). E.163 тепер не застосовується і включений до редакції 1 рекомендації E.164 в 1997 році.